# Crometeo
Crometeo je neprofitna udruga hrvatskih amatera meteorologa. Osnovan je u studenom u Splitu 2005. godine, a sjedište mu je u Zagrebu, Hrvatska. Crometeo prati i predviđa vrijeme promatrajući mrežu automatskih meteoroloških postaja u Hrvatskoj. Podaci s postaja dostupni su on-line. Crometeo također održava web portal i forum o meteorologiji te radi na popularizaciji meteorologije u Hrvatskoj. Osnovni ciljevi udruge su popularizacija meteorologije, postavljanje automatskih meteoroloških postaja u Hrvatskoj i njihovo umreženje, održavanje meteorološke web stranice i foruma, zaštita meteorologa amatera. Pod predsjedanjem Kristijana Božarova, osim hrvatskih članova, Crometeo ima suradnike iz drugih, uglavnom susjednih zemalja (Slovenija, Bosna i Hercegovina, čak Velika Britanija, Francuska, SAD…).
Krajem 2003. pokrenuta je inicijativa za otvaranjem meteorološke web stranice na Internetu na kojoj bi se okupljali ljubitelji meteorologije iz Hrvatske. Stoga je na adresi www.crometeo.net pokrenut prvi hrvatski meteorološki forum. Veliku većinu članova čine meteorolozi amateri, ali udruga okuplja i manji broj ljudi koji se profesionalno bave meteorologijom.
U svibnju 2005. pušten je u rad i Crometeo portal, koji funkcionira kao svojevrsni meteorološki portal koji prati zadnja zbivanja vezana uz vrijeme u Hrvatskoj i inozemstvu. Crometeo tim održava razna meteorološka predavanja diljem zemlje.
U novije vrijeme, udruga je stekla popularnost u hrvatskim medijima zbog svojih vremenskih prognoza i članaka koji se odnose na vrijeme, klimu, meteorologiju i okoliš.
Dva su vrlo bitna projekta Crometeo udruge. Mreža automatskih meteoroloških postaja, čiji se podaci nalaze na adresi www.pljusak.com te prognostički web s produktima američkog GFS modela te vlastitog WRF-NMM i WRF-ARW mezomodela visoke rezolucije, s produktima dobavljivim na adresi www.meteoadriatic.net.

## Vanjske poveznice
- Crometeo.net
- Crometeo.hr